# Fritz Clarfeld
Fritz Clarfeld (* 17. April 1886 in Hemer; † 1935 in Hemer) war ein deutscher Industrieller und Politiker (DNVP).

## Leben
Nach dem Abitur am Realgymnasium in Iserlohn studierte Clarfeld Maschinenbau an den Technischen Hochschulen in Hannover und Charlottenburg. In Hannover wurde er Mitglied des Corps Saxonia Hannover. Später war er Inhaber und Geschäftsführer der Firma Clarfeld & Springmeyer Neusilberwaren-Fabrik auf dem Hedhof in Hemer.
Clarfeld war von 1919 bis 1929 Bürgermeister der Gemeinde Hemer. 1921 wurde er für die Deutschnationale Volkspartei (DNVP) als Abgeordneter in den Preußischen Landtag gewählt, dem er bis 1928 angehörte.